# Лаврентьев, Анатолий Иосифович
Анато́лий Ио́сифович Лавре́нтьев (1904—1984) — советский дипломат. Чрезвычайный и полномочный посол, народный комиссар иностранных дел РСФСР (1944—1946).

## Биография
Член ВКП(б). Окончил Московский энергетический институт (1931), учился в аспирантуре института,  затем там же преподавал.

### Деятельность
- В 1938—1939 годах — сотрудник аппарата Наркомата тяжёлой промышленности СССР.
- В 1939 году — заведующий Восточноевропейским отделом НКИД СССР.
- С 30 сентября 1939 по 14 июня 1940 года — полномочный представитель СССР в Болгарии.
- С 14 июня 1940 по 9 мая 1941 года — полномочный представитель СССР в Румынии.
- С 9 мая по 22 июня 1941 года — чрезвычайный и полномочный посланник СССР в Румынии.
- В 1941—1943 годах — ответственный сотрудник ТАСС.
- В 1943 году — заведующий I Европейским отделом НКИД СССР.
- В 1943—1944 годах — заведующий Ближневосточным отделом НКИД СССР.
- С 8 марта 1944 по 13 марта 1946 года — народный комиссар по иностранным делам РСФСР.
- С 14 марта 1946 по 16 августа 1949 годах — чрезвычайный и полномочный посол СССР в Югославии.
- В 1949—1951 годах — заместитель министра иностранных дел СССР.
- С 26 октября 1951 по 7 июля 1952 годах — чрезвычайный и полномочный посол СССР в Чехословакии.
- С 7 июля 1952 по 17 июля 1953 годах — чрезвычайный и полномочный посол СССР в Румынии.
- С 17 июля 1953 по 19 августа 1956 годах — чрезвычайный и полномочный посол СССР в Иране.
- В 1956—1970 годах — на ответственной работе в центральном аппарате МИД СССР.

Скончался в Москве в 1984 году, похоронен на Введенском кладбище (11 уч.).

## Награды
- Два ордена Трудового Красного Знамени (3 ноября 1944, 15 сентября 1954).
- Медали.